# Bild & Ljud Hemma
Bild & Ljud Hemma var en tidning för hemelektronik som utgavs av det norska förlaget Publish AS och är systertidning till Lyd og Bilde. Tidningen bestod huvudsakligen av produkttester inom områdena Hi-Fi, hemmabio, digitalkameror, TV, satellitmottagare och recensioner av film på DVD och Blu-ray.
Fram tills 2007 var det en översättning av den norska tidningen men det fanns även en redaktion i Sverige. Samtidigt breddades innehållet till att täcka även videokameror, mobiltelefoner, GPS-mottagare, mp3-spelare och annan småelektronik. 
Sammanfattningar av tidningens tester publicerades regelbundet av Expressen i Sverige, Verdens Gang i Norge och Jyllands-Posten i Danmark.
Tidskriften hade en sammanfattad utgivningstid av tryckt material 2003–2012.